# Llorenç Juncà i Petit
Llorenç Juncà i Petit (Sabadell, 1808 - 5 de desembre de 1884) fou alcalde de Sabadell. Ferreter d'ofici, tenia botiga al carrer de la Rosa, davant de l'Ajuntament antic. Com a alcalde, va fer construir el cementiri de Sant Nicolau.